# Završje (Słowenia)
Završje – wieś w Słowenii, w gminie Trbovlje. W 2018 roku liczyła 43 mieszkańców.